# Pericallia mussoti
Pericallia mussoti là một loài bướm đêm thuộc phân họ Arctiinae, họ Erebidae.